# Radioproducent
Radioproducent är en produktionsledande yrkesgrupp inom radioproduktion och är ytterst ansvarig för produktionen av ett radioprogram. Förutom att vara ansvarig för produktionens budget och innehåll ansvarar producenten också ytterst för programmets konstnärliga utformning i samarbete med andra medarbetare i en redaktion eller produktionsgrupp. Producenten svarar under radiokanalens produktionsledning och är normalt anställd på radiokanalen.
Ett program kan också ha en eller flera inslagsproducenter som ansvarar för produktionen av specifika inslag. Dessa är ibland frilansande likt motsvarande journalister, men de kan också ingå i en  radiokanals personalstab och redaktion.
Utbildning till radioproducent finns i Sverige bland annat vid Stockholms dramatiska högskola.